# Galumna cirripilis
Galumna cirripilis är en kvalsterart som först beskrevs av Giovanni Canestrini 1898.  Galumna cirripilis ingår i släktet Galumna och familjen Galumnidae. Inga underarter finns listade i Catalogue of Life.